# Jorge Stolfi
Jorge Stolfi (São Paulo, 1950) é um professor titular de ciências da computação da Universidade Estadual de Campinas (UNICAMP). Realiza pesquisas em várias áreas da computação e matemática aplicada, especialmente processamento de imagens, visão computacional, métodos de aproximação de funções (incluindo splines), computação auto-validada (como a aritmética afim), Geometria computacional, teoria dos grafos, otimização e reconhecimento de padrões. Também atua nas áreas de teoria da computação, estrutura de dados, análise de algoritmos, e processamento de linguagens naturais. De acordo com o ISI Web Of Science, em 2010 ele era o cientista da computação mais citado do Brasil. Fora da academia, Stolfi ganhou notoriedade online devido ao seu ceticismo e comentários sobre Bitcoin.

## Início da vida e Carreira
Jorge Stolfi nasceu em Vila Carrão, um bairro de São Paulo. Seus pais imigraram da região do Vêneto, na Itália, dois anos antes, e ele cresceu falando vêneto como sua primeira língua. Obteve o diploma de engenharia eletrônica (1973) e o mestrado (M.Sc.) em matemática aplicada (1979) pela Universidade de São Paulo (USP).
De 1979 a 1988, foi aluno de doutorado de Leonidas John Guibas na Universidade Stanford, onde obteve o Ph.D em Ciência da computação. Durante este período, teve bolsa do CNPq (1979-1983) e realizou estágios de pesquisa no Xerox PARC (até 1985) e no Centro de Pesquisa de Sistemas (SRC) da Digital Equipment Corporation (DEC) (até 1988). Após o doutorado, tornou-se engenheiro de pesquisa no SRC.
Em 1992, retornou ao Brasil para assumir um cargo no Departamento de Ciência da Computação da Universidade Estadual de Campinas (UNICAMP), que mais tarde se tornou o Instituto de Computação (IC) da universidade. Foi diretor do Instituto de Computação da Unicamp entre março de 2005 e março de 2009.

## Pesquisa
Durante seu tempo em Stanford, Stolfi e Leo Guibas trabalharam no campo então emergente da Geometria computacional. Entre outros resultados, desenvolveram a estrutura de dados quad-edge para mapas bidimensionais e o framework cinético para geometria computacional. Sua tese de doutorado sobre geometria projetiva orientada foi posteriormente publicada como livro. Ele também desenhou dezenas de cartuns para os relatórios técnicos do DEC SRC.
Em 1992, Stolfi coletou e disseminou amplamente (através dos arquivos ftp históricos do DEC e Prime Time Freeware) um conjunto de listas de palavras que mais tarde formaram a base dos recursos do ispell (posteriormente myspell e atualmente parte do LibreOffice e Mozilla como hunspell).
Após mudar-se para a UNICAMP, Stolfi desenvolveu a aritmética afim, um modelo para computação auto-validada (que ele concebeu em 1991), em colaboração com Marcus Andrade, João Comba e Luiz Figueiredo.
Na UNICAMP, também trabalhou com C. Lucchesi e T. Kowaltowski em tecnologia de transdutor de estados finitos, usada para verificação ortográfica e outras tarefas de processamento de linguagem natural. Com seu aluno H. Leitão, desenvolveu um algoritmo eficiente para remontagem de fragmentos de cerâmica por correspondência de contornos multiescala, e analisou a densidade de informação útil contida nesses contornos. Contribuiu também para o estudo do Manuscrito Voynich.
Desde 2001, Stolfi tem se envolvido em esforços para aumentar a conscientização pública e governamental sobre a insegurança das urnas eletrônicas brasileiras, que são do tipo registro direto eletrônico (DRE) e, portanto, segundo ele, vulneráveis a fraudes em larga escala baseadas em software e de difícil detecção.

## Ceticismo sobre Bitcoin
A partir do final de 2013, Stolfi desenvolveu um interesse ativo na economia das criptomoedas. Tornou-se cético quanto à sua solidez fundamental e chances de sucesso, e tem aconselhado o público brasileiro contra o investimento em Bitcoin. Em 2016, enviou uma carta à SEC (Comissão de Valores Mobiliários dos EUA) descrevendo o que ele percebe como semelhanças entre o Bitcoin e penny stocks ou esquemas Ponzi. Em resposta, outra pessoa, Colin Baird, escreveu à SEC para lançar dúvidas sobre as cartas de Stolfi, sem abordar nenhum de seus argumentos.
Em 2021, Stolfi escreveu um artigo intitulado "Bitcoin is a Ponzi", no qual resumiu as principais características de um esquema Ponzi e suas semelhanças com o Bitcoin. O artigo tornou-se viral após ser postado no Hacker News, um site frequentado por programadores de computador, onde recebeu mais de 500 votos positivos.
Em 2022, após postar no Twitter que "a tecnologia blockchain é uma fraude", ele inspirou 1500 especialistas a escreverem uma carta ao Congresso dos EUA sobre os riscos das criptomoedas.